# XInclude
XML Inclusions, kurz XInclude, ist eine W3C-Empfehlung, die es ermöglicht, innerhalb von XML-Dokumenten auf Teile anderer XML- oder Textdokumente zu verweisen. Diese „Verweise“ werden beim Auflösungsvorgang durch den Inhalt der referenzierten Dokumente ersetzt.
Im folgenden Beispiel wird auf die XML-Datei foo.xml verwiesen:
```
 
<xi:include
 
xmlns:xi=
"http://www.w3.org/2001/XInclude"

   
href=
"foo.xml"
/>

```

Falls auf eine Textdatei bar.txt verwiesen werden soll:
```
 
<xi:include
 
xmlns:xi=
"http://www.w3.org/2001/XInclude"

   
parse=
"text"

   
href=
"bar.txt"
/>

```

Der Unterschied zwischen XML- und Text-Verweis ist, dass Inhalte von referenzierten Text-Dokumenten nicht vom XML-Parser verarbeitet werden, sondern ähnlich wie ein CDATA-Abschnitt exakt so eingefügt werden, wie sie im referenzierten Dokument stehen.
Im Gegensatz zu Textdokumenten, auf die immer nur als Ganzes verwiesen werden kann, erlaubt XInclude auch, lediglich auf Teile eines XML-Dokuments zu verweisen. Die Adressierung solcher Teildokumente erfolgt mittels XPointer.